# Brachythecium roccatii
Brachythecium roccatii är en bladmossart som beskrevs av Negri 1908. Brachythecium roccatii ingår i släktet gräsmossor, och familjen Brachytheciaceae. Inga underarter finns listade i Catalogue of Life.